# TW Hydrae

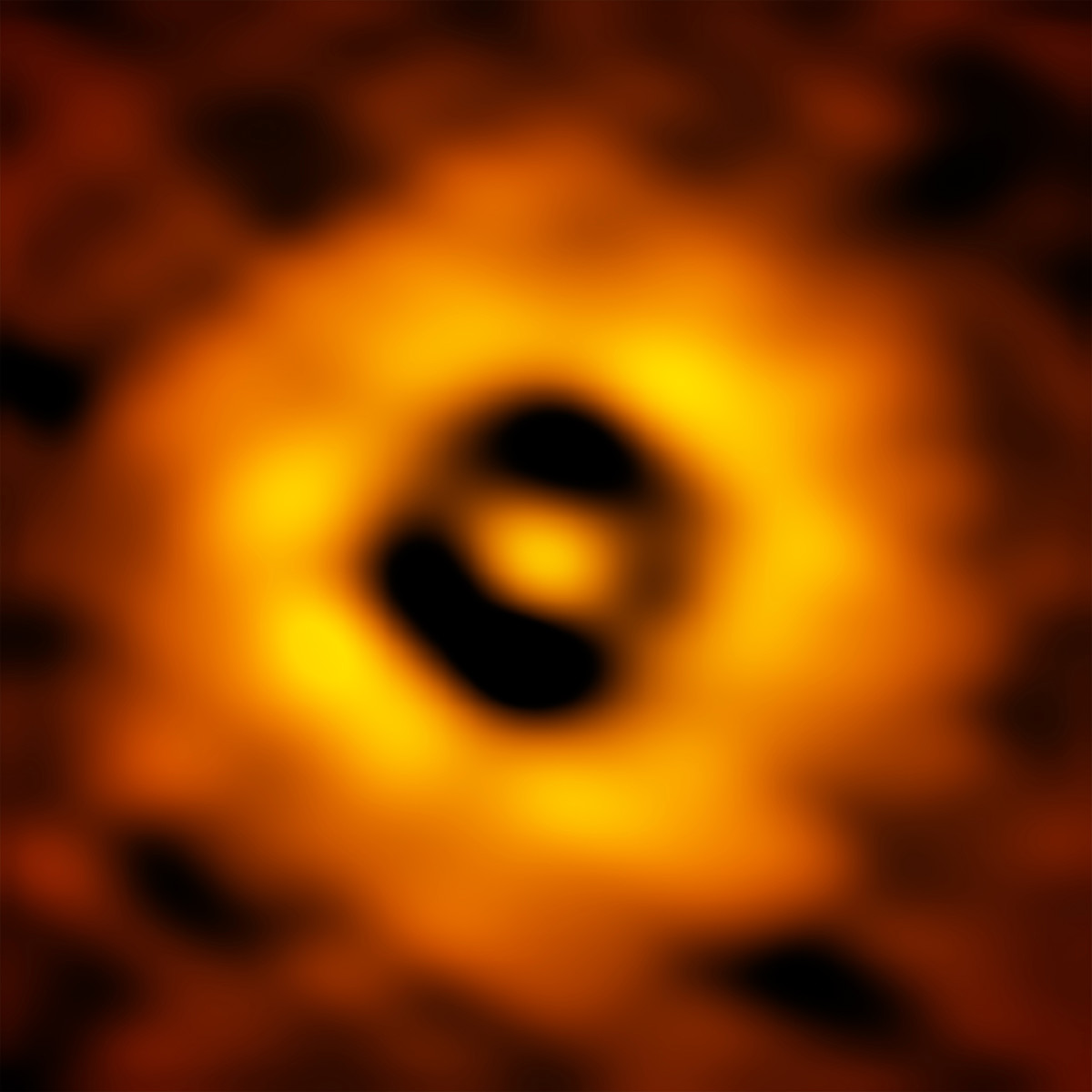

TW Hydrae (TW Hya / HIP 53911 / TWA 1) es una estrella en la constelación de Hidra de magnitud aparente +11,1. Junto a otras 20 estrellas de baja masa, TW Hydrae forma parte de las asociación estelar de TW Hydrae, a la que da nombre.

## Características
TW Hydrae es una enana naranja de tipo espectral K8Ve. Tiene una temperatura efectiva de 3973 K y gira sobre sí misma con una velocidad de rotación proyectada de 6 km/s.
A 184 años luz de distancia del sistema solar, es la estrella T Tauri más cercana al Sol y, como tal, es una estrella muy joven, con una edad de 8 a 10 millones de años.
La estrella parece estar formando un disco protoplanetario de polvo y gas, que en imágenes del telescopio espacial Hubble aparece visto de frente.

## Disco protoplanetario
En 2005 se descubrió un disco circunestelar de más de 10 UA de diámetro en torno a TW Hydrae. Éste contiene pequeños fragmentos de roca, que pueden constituir el material para la formación de futuros planetas. El tamaño de las partículas del disco es del orden de centímetros. De acuerdo a la teoría comúnmente aceptada, la formación planetaria comienza cuando los granos del polvo del disco chocan y acrecen formando fragmentos mayores, que con el transcurso del tiempo acaban formando planetas. 

## Posible sistema planetario
En 2007 se anunció el descubrimiento de un planeta masivo alrededor de TW Hydrae, denominado TW Hydrae b. Tendría una masa aproximada 9,8 veces mayor que la masa de Júpiter, un período orbital de 3,56 días, y se movería a una distancia de 0,04 UA de la estrella, dentro del borde interno del disco protoplanetario. Puesto que la estrella es tan joven, podría ser el planeta extrasolar más joven descubierto hasta el momento, y esencialmente podría estar aún en formación. El diámetro probable del planeta sería 1,5 veces el de Júpiter, y brillaría intensamente debido a su juventud, antes de enfriarse y contraerse en el transcurso de los próximos miles de millones años hasta el tamaño de Júpiter.
| Acompañante (En orden desde la estrella) | Masa (MJ)   | Período orbital (días) | Semieje mayor (UA) | Excentricidad |
| ---------------------------------------- | ----------- | ---------------------- | ------------------ | ------------- |
| TW Hydrae b                              | > 9,8 ± 3,3 | 3,56 ± 0,02            | 0,041 ± 0,002      | 0,04 ± 0,03   |

Sin embargo, un posterior estudio en 2008 ha llegado a la conclusión de que en realidad el planeta no existe. Las variaciones de la velocidad radial no eran consecuentes cuando eran observadas en longitudes de onda diferentes, lo cual no se produciría si dichas variaciones estuvieran ocasionadas por la presencia de un planeta.
En cambio, las variaciones parecen estar causadas por una mancha estelar fría que cubre el 7% de la superficie de TW Hydrae, la cual entra y sale del campo de visión conforme la estrella rota.